# 北多摩郡

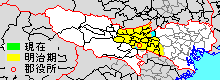
東京都北多摩郡の範囲（水色：後に他郡から編入した区域 薄黄：後に他郡に編入された区域）

北多摩郡（きたたまぐん）は、東京都（神奈川県・東京府）にあった郡。

## 郡域
1878年（明治11年）に行政区画として発足した当時の郡域は、下記の区域にあたる。
- 立川市・武蔵野市・三鷹市・昭島市・調布市・小金井市・小平市・東村山市・国分寺市・国立市・狛江市・東大和市・清瀬市・東久留米市・武蔵村山市
- 府中市の大部分（南町の大部分を除く）
- 西東京市の一部（谷戸町・北原町・緑町・西原町・田無町・芝久保町・南町・向台町およびひばりが丘3丁目2番の一部[注釈 1]）
- 稲城市の一部（押立）
- 世田谷区の一部（八幡山、船橋、砧、大蔵、砧公園、岡本、鎌田以西）

### 隣接していた郡
発足時に隣接していた郡は以下の通り。
- 神奈川県 ： 西多摩郡、南多摩郡、橘樹郡
- 東京府 ： 荏原郡、東多摩郡
- 埼玉県 ： 新座郡、入間郡

## 歴史

### 郡発足までの沿革
『旧高旧領取調帳』に記載されている明治初年時点での、多摩郡のうち後の当郡域の支配は以下の通り。幕府領は代官・松村忠四郎支配所、江川太郎左衛門支配所が管轄した。●は村内に寺社領が存在。（1町137村）
なお下表では『旧高旧領取調帳』において、1村の中で複数の名称が記載されている町村、複数の町村名が併記されている村は1村として数えた。府中宿を1町として数え（実際には八幡宿のみ別の町）、記載のない4つの新田村を含めた。
| 知行         | 知行                           | 村数     | 村名 |
| ------------ | ------------------------------ | -------- | --- |
| 幕府領       | 幕府領（松村）                 | 3町 45村 | 本宿村、屋敷分村、●府中宿ノ内・本町、●府中宿ノ内・番場宿、府中宿ノ内・新宿、恋ヶ窪村、●国分寺村、本多新田、内藤新田、戸倉新田（上谷保新田を含む）、是政村、常久村、上染屋村、下染屋村、押立村、大沢村、野崎村、上飛田給村、下飛田給村、上布田村、国領村（国領宿を指す）、上給村、矢ヶ崎村、●金子村、覚東村、駒井村、船橋村、廻沢村、粕谷村、上祖師ヶ谷村、下祖師ヶ谷村、牟礼村、上仙川村、中仙川村、野川村、北野村、上連雀村、下連雀村、井口新田、吉祥寺村、西窪村、関前村、梶野新田、関野新田、境村、貫井村、上小金井村、下小金井村（下小金井新田を含む） |
| 幕府領       | 幕府領（江川）                 | 37村     | 中河原村、●四ツ谷村、●上谷保村、下谷保村、田無村、柳窪村（柳窪新田を含む）、小山村、下清戸村、清戸下宿、栗原新田、上清戸村、●中清戸村、下里村、野塩村、日比田村、南秋津村、●久米川村、●野口村、大沼田新田、野中新田、小川村（小川新田を含む）、回田新田、榎戸新田、平兵衛新田、後ヶ谷村、蔵敷村、宅部村、中藤村、●横田村、岸村、中里新田、青柳村、砂川村、中藤新田、芋窪村（芋窪村とは別の芋窪新田を指す）、殿ヶ谷新田、上河原村 |
| 幕府領       | 旗本領                         | 8村      | 柴崎村（現調布市）、入間村、下仙川村、上野村、落合村、中里村、鈴木新田、作目村 |
| 幕府領       | 幕府領（松村）・旗本領         | 12村     | 小田分村、人見村、●車返村、●上石原村、下石原村、布田小島分村、●下布田村、●深大寺村、給田村、大町村、●喜多見村、烏山村 |
| 幕府領       | 幕府領（江川）・旗本領         | 17村     | 南沢村、回リ田村、高木村、奈良橋村、●芋久保村（芋窪村を指す）、三ツ木村、●柴崎村（現立川市）、郷地村、福島村、築地村、中神村、宮沢村、田中村、大神村、●拝島村、●清水村、平沢村 |
| 幕府領       | 伊賀者給知                     | 1村      | 佐須村 |
| 幕府領       | 旗本領・伊賀者給知             | 1村      | 小足立村 |
| 藩領         | 近江彦根藩                     | 6村      | 猪ノ方村、岩戸村、宇奈根村、鎌田村、岡本村、八幡山村 |
| 藩領         | 常陸龍ヶ崎藩                   | 1村      | ●門前村 |
| 幕府領・藩領 | 幕府領（江川）・旗本領・彦根藩 | 1村      | ●和泉村 |
| 幕府領・藩領 | 幕府領（江川）・龍ヶ崎藩       | 2村      | 前沢村、神山村 |
| 幕府領・藩領 | 旗本領・彦根藩                 | 2村      | 大蔵村、横根村 |
| その他       | 寺社領                         | 1町      | 府中宿ノ内・八幡宿 |

- 1868年（慶応4年）
  - 6月29日（1868年8月17日） - 幕府領に韮山県を設置。引き続き、旧幕府代官の江川英武（太郎左衛門）が管轄。
  - 7月10日（1868年8月27日） - 後の当郡域の幕府領を管轄する旧幕府代官の松村長為（忠四郎）が武蔵知県事に就任。
  - 8月8日（1868年9月23日） - 松村長為知県事が古賀定雄（一平）に交代。
  - 11月 - 古賀知県事の管轄区域の一部（覚東村・駒井村・船橋村・廻沢村・粕谷村・上祖師谷村・下祖師谷村・牟礼村・下連雀村・上連雀村・吉祥寺村・西窪村・給田村・喜多見村・烏山村・小足立村の全域と、和泉村・大蔵村・横根村の彦根藩領を除く区域[1]）が東京府（第1次）に移管。
- 明治初年 - 矢ヶ崎村が国領宿に、上野村が和泉村にそれぞれ編入。（1町135村）
- 明治2年
  - 1月13日（1869年2月23日） - 古賀知県事の管轄区域に品川県を設置。韮山県の一部（上谷保村・下谷保村・小山村・下清戸村・清戸下宿・上清戸村・中清戸村・下里村・野塩村・日比田村・南秋津村・大沼田新田・野中新田・中里新田・落合村・中里村・鈴木新田・郷地村・福島村・大神村・拝島村の全域と、清水村の新田分、高木村・芋窪村の旧旗本領[2][3]）が品川県に移管。
  - 品川県の一部（小山村・下里村・落合村[4]）、韮山県の一部（柳窪村・南沢村・神山村・柳窪新田および前沢村の一部）、龍ヶ崎藩領の一部（前沢村の一部[5]）が武蔵川越藩領となる。
- 明治4年
  - 7月14日（1871年8月29日） - 廃藩置県により藩領が龍ヶ崎県、川越県、彦根県の管轄となる。
  - 11月14日（1871年12月25日）
    - 品川県・韮山県・龍ヶ崎県の後の当郡に属する区域が入間県に移管。
    - 彦根県の後の当郡に属する区域の東京府への移管が太政官布告で命じられる。

  - 11月22日（1872年1月2日） - 彦根県が長浜県に統合。
  - 11月 - 入間県のうち現府中市域（本宿村・府中宿・是政村・常久村・上染屋村・下染屋村・押立村・中河原村・四ツ谷村・小田分村・人見村・車返村）、現武蔵村山市域（中藤村・横田村・岸村・三ツ木村）が神奈川県に移管。
- 明治5年
  - 1月24日（1872年3月3日） - 長浜県のうち現世田谷区域（宇奈根村・鎌田村・岡本村・八幡山村・大蔵村・横根村）が東京府に、現狛江市域（猪方村・岩戸村・和泉村[6]）が神奈川県に移管。当初は全域が東京府に移管予定であったが急遽変更され、東京府に編入された6村も同年5月に神奈川県に移管されている。
  - 1月29日（1872年3月8日） - 入間県のうち現東村山市域（南秋津村・久米川村・野口村・回り田村）が神奈川県に移管。
  - 1月 - 東京府のうち現武蔵野市域（吉祥寺村、西窪村）、入間県のうち現武蔵野市域（関前村・境村）、現調布市域（上布田村・国領宿・上ヶ給村・金子村・北野村・柴崎村・入間村・下仙川村・上石原村・下石原村・布田小島分村・下布田村・深大寺村・大町村・佐須村）が神奈川県に移管。
  - 5月 - 入間県のうち後の当郡に属する区域の残部が神奈川県に移管。
  - 以上の変更により、全域が神奈川県の管轄となる。
- 1874年（明治7年）（1町135村）
  - 上仙川村・野川村が合併して新川村となる。
  - 下小金井新田・関野新田・梶野新田・井口新田・関前村・野崎村・大沢村・境村・田無村・埼玉県新座郡上保谷村の開発地と「御栗林」より十ヶ新田が起立。
- 1875年（明治8年）（1町131村）
  - 上小金井村・下小金井村（下小金井新田を除く）が合併して小金井村となる。下小金井新田が小金井新田に改称。
  - 上谷保村・下谷保村が合併して谷保村となる。
  - 後ヶ谷村・宅部村が合併して狭山村となる。
  - 横根村が大蔵村に編入。

### 郡発足以降の沿革

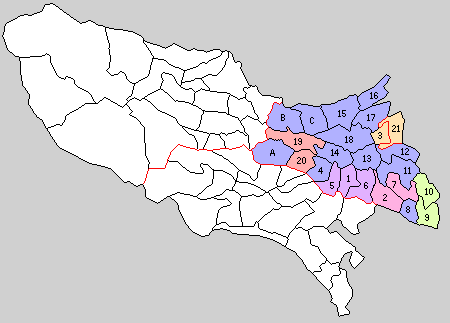
1.府中駅 2.調布町 3.田無町 4.谷保村 5.西府村 6.多磨村 7.神代村 8.狛江村 9.砧村 10.千歳村 11.三鷹村 12.武蔵野村 13.小金井村 14.国分寺村 15.東村山村 16.清瀬村 17.久留米村 18.小平村 19.砂川村 20.立川村 21.保谷村（旧埼玉県北足立郡） A.中神村外八ヶ村組合 B.中藤村外三ヶ村組合 C.高木村外五ヶ村組合（青：合併なし 紫：府中市 赤：調布市 橙：立川市 黄：西東京市 緑：世田谷区）

- 1878年（明治11年）7月22日 - 郡区町村編制法の神奈川県での施行により、神奈川県多摩郡のうち1町131村の区域に行政区画としての北多摩郡が発足。郡役所が府中宿番場（府中宿のうち）に設置。
- 1879年（明治12年） - このころ、上飛田給村・下飛田給村が合併して飛田給村となる。（1町130村）
- 1880年（明治13年）（1町125村）
  - 日比田村が埼玉県入間郡に移管。入間郡より大岱村を移管。
  - 殿ヶ谷新田・宮沢新田（宮沢村のうち）・中里新田・芋窪新田・平沢新田（平沢村のうち）が砂川村に編入。
  - 作目村が田中村に編入。
  - 府中宿が八幡宿・屋敷分村を編入し府中駅と改称。
- 1881年（明治14年） - 柴崎村（現立川市）が立川村に改称。
- 1889年（明治22年）
  - 3月31日 - 下記の各村の統合が行われる。（2町36村1駅）
    - 府中駅（単独町制。現・府中市）
    - 調布町 ← 国領宿、布田小島分村、下石原村、上布田村、下布田村、上ヶ給村、飛田給村、上石原村（現・調布市）
    - 田無町（単独町制。現・西東京市）
    - 谷保村 ← 谷保村、青柳村、南多摩郡石田村の飛地（現・国立市）
    - 西府村 ← 本宿村、中河原村、四ッ谷村（現・府中市）
    - 多磨村 ← 下染屋村、押立村、人見村、是政村、上染屋村、常久村、小田分村、車返村（現・府中市）
    - 神代村 ← 下仙川村、深大寺村、佐須村、金子村、柴崎村、入間村、大町村および北野村の一部（現・調布市）
    - 狛江村 ← 駒井村、和泉村、猪方村、岩戸村、小足立村、覚東村（現・狛江市）
    - 砧村 ← 喜多見村、宇奈根村、鎌田村、岡本村、大蔵村（現・世田谷区）
    - 千歳村 ← 烏山村、給田村、八幡山村、粕谷村、廻沢村、船橋村、上祖師ヶ谷村、下祖師ヶ谷村（現・世田谷区）
    - 三鷹村 ← 牟礼村、下連雀村、上連雀村、新川村、中仙川村、野崎村、大沢村、北野村、井口新田、深大寺新田および上石原村、烏山村、下仙川村の各一部（現・三鷹市）
    - 武蔵野村 ← 吉祥寺村、西窪村、境村、関前村および井口新田飛地（現・武蔵野市）
    - 小金井村 ← 小金井村、貫井村、小金井新田、梶野新田、関野新田、十ヶ新田および上石原村、本多新田、下染屋村、押立村、人見村、是政村の各飛地（現・小金井市）
    - 国分寺村 ← 国分寺村、恋ヶ窪村、戸倉新田、本多新田、内藤新田、榎戸新田、野中新田六左衛門組、中藤新田、平兵衛新田、上谷保新田および本宿村、府中駅の各飛地（現・国分寺市）
    - 東村山村 ← 野口村、廻田村、大岱村、久米川村、南秋津村（現・東村山市）
    - 清瀬村 ← 上清戸村、中清戸村、下清戸村、清戸下宿村、中里村、野塩村および埼玉県新座郡野火止村の飛地（現・清瀬市）
    - 久留米村 ← 前沢村、柳窪村、下里村、小山村、南沢村、落合村、神山村、門前村、柳窪新田、栗原新田（現・東久留米市）
    - 小平村 ← 小川村、小川新田、廻田新田、野中新田与右衛門組、野中新田善左衛門組、鈴木新田、大沼田新田（現・小平市）
    - 砂川村、立川村（それぞれ単独村制。現・立川市）
    - 中神村外八ヶ村組合 - 大神村、中神村、築地村、宮沢村、福島村、上川原村、田中村、郷地村、拝島村（それぞれ単独村制。現・昭島市）
    - 中藤村外三ヶ村組合 - 横田村、中藤村、三ツ木村、岸村（それぞれ単独村制。現・武蔵村山市）
    - 高木村外五ヶ村組合 - 清水村、狭山村、高木村、奈良橋村、蔵敷村、芋窪村（それぞれ単独村制。現・東大和市）

  - 4月1日 - 上記3町36村が町村制を施行。府中駅は宿駅名のまま町制施行。
- 1893年（明治26年）
  - 4月1日 - 東京府の管轄となる。
  - 6月19日 - 府中駅が府中町に改称。（3町36村）
- 1899年（明治32年）7月1日 - 郡制を施行。
- 1902年（明治35年）4月1日 - 拝島村が中神村外八ヶ村組合から独立。残部は中神村外七ヶ村組合となる。
- 1907年（明治40年）4月1日 - 埼玉県北足立郡保谷村（現西東京市）が北多摩郡に編入。（3町37村）
- 1908年（明治41年）4月1日 - 中藤村・横田村が合併し、改めて中藤村が発足。中藤村外三ヶ村組合は中藤村外二ヶ村組合となる。（3町36村）
- 1912年（明治45年）4月1日 - 「東京府神奈川県境界変更に関する法律」の施行により神奈川県との境界を多摩川に画定して対岸飛地を解消。下記の区域の所属郡を変更[注釈 3]。
  - 調布町（布田）・狛江村（和泉）の各一部が神奈川県橘樹郡稲田村に、砧村（宇奈根）の一部が高津村にそれぞれ編入。
  - 砧村が神奈川県橘樹郡高津村（久地・諏訪河原・二子）・稲田村（宿河原）の各一部を編入。
- 1917年（大正6年）4月1日 - 中藤村外二ヶ村組合（中藤村・三ツ木村・岸村）を廃止。各村が合併して村山村が発足。（3町34村）
- 1919年（大正8年）11月1日 - 高木村外五ヶ村組合（清水村・狭山村・高木村・奈良橋村・蔵敷村・芋窪村）を廃止。各村が合併して大和村が発足。（3町29村）
- 1923年（大正12年）
  - 4月1日 - 郡会が廃止。郡役所は存続。
  - 12月1日 - 立川村が町制施行して立川町となる。（4町28村）
- 1926年（大正15年）7月1日 - 郡役所が廃止。以降は地域区分名称となる。
- 1928年（昭和3年）
  - 1月1日 - 中神村外七ヶ村組合（大神村・中神村・築地村・宮沢村・福島村・上川原村・田中村・郷地村）を廃止。各村が合併して昭和村が発足。
  - 11月10日 - 武蔵野村が町制施行して武蔵野町となる。（5町20村）
- 1936年（昭和11年）10月1日 - 砧村・千歳村が東京市に編入。世田谷区の一部となる。（5町18村）
- 1937年（昭和12年）2月11日 - 小金井村が町制施行して小金井町となる。（6町17村）
- 1940年（昭和15年）
  - 2月1日（8町15村）
    - 国分寺村が町制施行して国分寺町となる。
    - 三鷹村が町制施行して三鷹町となる。

  - 11月10日 - 保谷村が町制施行して保谷町となる。（9町14村）
  - 12月1日 - 立川町が市制施行して立川市となり、郡より離脱。（8町14村）
- 1941年（昭和16年）1月1日 - 昭和村が町制施行して昭和町となる。（9町13村）
- 1942年（昭和17年）
  - 4月1日 - 東村山村が町制施行して東村山町となる。（10町12村）
  - 7月1日 - 「北多摩地方事務所」が府中町に設置され、本郡を管轄。
- 1943年（昭和18年）7月1日 - 東京都制の施行により東京都の管轄となる。
- 1944年（昭和19年）2月11日 - 小平村が町制施行して小平町となる。（11町11村）
- 1947年（昭和22年）11月3日 - 武蔵野町が市制施行して武蔵野市となり、郡より離脱。（10町11村）
- 1949年（昭和24年）9月1日 - 多磨村の一部（押立）が南多摩郡稲城村（現稲城市）に編入。
- 1950年（昭和25年）11月3日 - 三鷹町が市制施行して三鷹市となり、郡より離脱。（9町11村）
- 1951年（昭和26年）4月1日 - 谷保村が町制施行・改称して国立町となる。（10町10村）
- 1952年（昭和27年）
  - 11月3日 - 神代村が町制施行して神代町となる。（11町9村）
  - 11月10日 - 狛江村が町制施行して狛江町となる。（12町8村）
- 1954年（昭和29年）
  - 4月1日 - 府中町・多磨村・西府村が合併して府中市が発足し、郡より離脱。（11町6村）
  - 4月5日 - 清瀬村が町制施行して清瀬町となる。（12町5村）
  - 5月1日 - 昭和町・拝島村が合併して昭島市が発足、郡より離脱。（11町4村）
  - 5月3日 - 大和村が町制施行して大和町となる。（12町3村）
  - 6月30日 - 砂川村が町制施行して砂川町となる。（13町2村）
  - 11月3日 - 村山村が町制施行して村山町となる。（14町1村）
- 1955年（昭和30年）4月1日 - 調布町・神代町が合併して調布市が発足し、郡より離脱。（12町1村）
- 1956年（昭和31年）8月1日 - 久留米村が町制施行して久留米町となる。（13町）
- 1958年（昭和33年）10月1日 - 小金井町が市制施行して小金井市となり、郡より離脱。（12町）
- 1962年（昭和37年）10月1日 - 小平町が市制施行して小平市となり、郡より離脱。（11町）
- 1963年（昭和38年）5月1日 - 砂川町が立川市に編入。（10町）
- 1964年（昭和39年）
  - 4月1日 - 東村山町が市制施行して東村山市となり、郡より離脱。（9町）
  - 11月3日 - 国分寺町が市制施行して国分寺市となり、郡より離脱。（8町）
- 1967年（昭和42年）1月1日（5町）
  - 国立町が市制施行して国立市となり、郡より離脱。
  - 田無町が市制施行して田無市となり、郡より離脱。
  - 保谷町が市制施行して保谷市となり、郡より離脱。
- 1970年（昭和45年）
  - 10月1日（1町）
    - 狛江町が市制施行して狛江市となり、郡より離脱。
    - 大和町が市制施行・即日改称して東大和市となり、郡より離脱。
    - 清瀬町が市制施行して清瀬市となり、郡より離脱。
    - 久留米町が市制施行・即日改称して東久留米市となり、郡より離脱。

  - 11月3日 - 村山町が市制施行・即日改称して武蔵村山市となる。同日北多摩郡消滅。1943年の東京都発足以来、初の郡消滅となった。

### 変遷表
| 明治22年以前 | 明治22年4月1日        | 明治22年 - 明治45年            | 明治22年 - 明治45年     | 大正元年 - 大正15年   | 昭和元年 - 昭和19年                  | 昭和元年 - 昭和19年           | 昭和20年 - 昭和39年            | 昭和20年 - 昭和39年                 | 昭和40年 - 昭和64年                 | 平成元年 - 現在 | 現在                                                                                             |
| --- | --------------------- | ------------------------------ | ----------------------- | --------------------- | ------------------------------------ | ----------------------------- | ------------------------------ | ----------------------------------- | ----------------------------------- | --------------- | ------------------------------------------------------------------------------------------------ |
| 喜多見村 宇奈根村 鎌田村 岡本村 大蔵村                                                                                 | 砧村                  | 砧村                           | 砧村                    | 砧村                  | 昭和11年10月1日 東京市世田谷区に編入 | 昭和18年7月1日 東京都世田谷区 | 昭和22年5月3日 特別区制        | 昭和22年5月3日 特別区制             | 世田谷区                            | 世田谷区        | 世田谷区                                                                                         |
| 烏山村 給田村 八幡山村 粕谷村 廻沢村 船橋村 上祖師ヶ谷村 下祖師ヶ谷村                                                  | 千歳村                | 千歳村                         | 千歳村                  | 千歳村                | 昭和11年10月1日 東京市世田谷区に編入 | 昭和18年7月1日 東京都世田谷区 | 昭和22年5月3日 特別区制        | 昭和22年5月3日 特別区制             | 世田谷区                            | 世田谷区        | 世田谷区                                                                                         |
| 立川村 | 立川村                | 立川村                         | 立川村                  | 大正12年12月1日 町制  | 昭和15年12月1日 市制                 | 昭和15年12月1日 市制          | 立川市                         | 立川市                              | 立川市                              | 立川市          | 立川市                                                                                           |
| 砂川村 | 砂川村                | 砂川村                         | 砂川村                  | 砂川村                | 砂川村                               | 砂川村                        | 昭和29年6月30日 町制           | 昭和38年5月1日 立川市に編入         | 立川市                              | 立川市          | 立川市                                                                                           |
| 吉祥寺村 西窪村 境村 関前村                                                                                            | 武蔵野村              | 武蔵野村                       | 武蔵野村                | 武蔵野村              | 昭和3年11月10日 町制                 | 昭和3年11月10日 町制          | 昭和22年11月3日 市制           | 昭和22年11月3日 市制                | 武蔵野市                            | 武蔵野市        | 武蔵野市                                                                                         |
| 井口新田 | 武蔵野村              | 武蔵野村                       | 武蔵野村                | 武蔵野村              | 昭和3年11月10日 町制                 | 昭和3年11月10日 町制          | 昭和22年11月3日 市制           | 昭和22年11月3日 市制                | 武蔵野市                            | 武蔵野市        | 武蔵野市                                                                                         |
| 三鷹村 | 三鷹村                | 三鷹村                         | 三鷹村                  | 昭和15年2月1日 町制   | 昭和15年2月1日 町制                  | 昭和25年11月3日 市制          | 昭和25年11月3日 市制           | 三鷹市                              | 三鷹市                              | 三鷹市          |                                                                                                  |
| 三鷹村 | 三鷹村                | 三鷹村                         | 三鷹村                  | 昭和15年2月1日 町制   | 昭和15年2月1日 町制                  | 昭和25年11月3日 市制          | 昭和25年11月3日 市制           | 三鷹市                              | 三鷹市                              | 三鷹市          | 牟礼村 下連雀村 上連雀村 新川村 中仙川村 野崎村 大沢村 深大寺新田 上石原村（一部） 烏山村(一部） |
| 三鷹村 | 三鷹村                | 三鷹村                         | 三鷹村                  | 昭和15年2月1日 町制   | 昭和15年2月1日 町制                  | 昭和25年11月3日 市制          | 昭和25年11月3日 市制           | 三鷹市                              | 三鷹市                              | 三鷹市          | 北野村 下仙川村                                                                                  |
| 神代村 | 神代村                | 神代村                         | 神代村                  | 神代村                | 神代村                               | 昭和27年11月3日 町制          | 昭和30年4月1日 調布市          | 調布市                              | 調布市                              | 調布市          |                                                                                                  |
| 神代村 | 神代村                | 神代村                         | 神代村                  | 神代村                | 神代村                               | 昭和27年11月3日 町制          | 昭和30年4月1日 調布市          | 調布市                              | 調布市                              | 調布市          | 深大寺村 佐須村 金子村 柴崎村 入間村 大町村                                                      |
| 国領宿 | 調布町                | 調布町                         | 調布町                  | 調布町                | 調布町                               | 調布町                        | 昭和30年4月1日 調布市          | 調布市                              | 調布市                              | 調布市          | 調布町                                                                                           |
| 布田小島分村 下石原村 上布田村 下布田村 上ヶ給村 飛田給村                                                              | 調布町                | 調布町                         | 調布町                  | 調布町                | 調布町                               | 調布町                        | 昭和30年4月1日 調布市          | 調布市                              | 調布市                              | 調布市          | 調布町                                                                                           |
| 上石原村 | 調布町                | 調布町                         | 調布町                  | 調布町                | 調布町                               | 調布町                        | 昭和30年4月1日 調布市          | 調布市                              | 調布市                              | 調布市          | 調布町                                                                                           |
| 小金井村 | 小金井村              | 小金井村                       | 小金井村                | 昭和12年2月11日 町制  | 昭和12年2月11日 町制                 | 昭和33年10月1日 市制          | 昭和33年10月1日 市制           | 小金井市                            | 小金井市                            | 小金井市        |                                                                                                  |
| 小金井村 | 小金井村              | 小金井村                       | 小金井村                | 昭和12年2月11日 町制  | 昭和12年2月11日 町制                 | 昭和33年10月1日 市制          | 昭和33年10月1日 市制           | 小金井市                            | 小金井市                            | 小金井市        | 小金井村 貫井村 小金井新田 梶野新田 関野新田 十ヶ新田 本多新田（一部）                           |
| 小金井村 | 小金井村              | 小金井村                       | 小金井村                | 昭和12年2月11日 町制  | 昭和12年2月11日 町制                 | 昭和33年10月1日 市制          | 昭和33年10月1日 市制           | 小金井市                            | 小金井市                            | 小金井市        | 下染屋村 押立村 人見村 是政村                                                                    |
| 多磨村 | 多磨村                | 多磨村                         | 多磨村                  | 多磨村                | 多磨村                               | 昭和29年4月1日 府中市         | 昭和29年4月1日 府中市          | 府中市                              | 府中市                              | 府中市          |                                                                                                  |
| 多磨村 | 多磨村                | 多磨村                         | 多磨村                  | 多磨村                | 多磨村                               | 昭和29年4月1日 府中市         | 昭和29年4月1日 府中市          | 府中市                              | 府中市                              | 府中市          | 上染屋村 常久村 小田分村 車返村                                                                  |
| 本宿村 中河原村 四ッ谷村                                                                                               | 西府村                | 西府村                         | 西府村                  | 西府村                | 西府村                               | 西府村                        | 昭和29年4月1日 府中市          | 府中市                              | 府中市                              | 府中市          |                                                                                                  |
| 府中駅 | 府中駅                | 明治26年6月19日 町制           | 明治26年6月19日 町制    | 府中町                | 府中町                               | 府中町                        | 昭和29年4月1日 府中市          | 府中市                              | 府中市                              | 府中市          |                                                                                                  |
| 府中駅 | 国分寺村              | 国分寺村                       | 国分寺村                | 国分寺村              | 昭和15年2月1日 町制                  | 昭和15年2月1日 町制           | 昭和39年11月3日 市制           | 昭和39年11月3日 市制                | 国分寺市                            | 国分寺市        | 国分寺市                                                                                         |
| 国分寺村 戸倉新田 恋ヶ窪村 本多新田 内藤新田 榎戸新田 野中新田六左衛門組 中藤新田 平兵衛新田 上谷保新田 本宿村（一部） | 国分寺村              | 国分寺村                       | 国分寺村                | 国分寺村              | 昭和15年2月1日 町制                  | 昭和15年2月1日 町制           | 昭和39年11月3日 市制           | 昭和39年11月3日 市制                | 国分寺市                            | 国分寺市        | 国分寺市                                                                                         |
| 郷地村 | 郷地村                | 郷地村                         | 郷地村                  | 郷地村                | 昭和3年1月1日 昭和村                 | 昭和16年1月1日 町制           | 昭和29年5月1日 昭島市          | 昭和29年5月1日 昭島市               | 昭島市                              | 昭島市          | 昭島市                                                                                           |
| 福島村 | 福島村                | 福島村                         | 福島村                  | 福島村                | 昭和3年1月1日 昭和村                 | 昭和16年1月1日 町制           | 昭和29年5月1日 昭島市          | 昭和29年5月1日 昭島市               | 昭島市                              | 昭島市          | 昭島市                                                                                           |
| 築地村 | 築地村                | 築地村                         | 築地村                  | 築地村                | 昭和3年1月1日 昭和村                 | 昭和16年1月1日 町制           | 昭和29年5月1日 昭島市          | 昭和29年5月1日 昭島市               | 昭島市                              | 昭島市          | 昭島市                                                                                           |
| 中神村 | 中神村                | 中神村                         | 中神村                  | 中神村                | 昭和3年1月1日 昭和村                 | 昭和16年1月1日 町制           | 昭和29年5月1日 昭島市          | 昭和29年5月1日 昭島市               | 昭島市                              | 昭島市          | 昭島市                                                                                           |
| 宮沢村 | 宮沢村                | 宮沢村                         | 宮沢村                  | 宮沢村                | 昭和3年1月1日 昭和村                 | 昭和16年1月1日 町制           | 昭和29年5月1日 昭島市          | 昭和29年5月1日 昭島市               | 昭島市                              | 昭島市          | 昭島市                                                                                           |
| 大神村 | 大神村                | 大神村                         | 大神村                  | 大神村                | 昭和3年1月1日 昭和村                 | 昭和16年1月1日 町制           | 昭和29年5月1日 昭島市          | 昭和29年5月1日 昭島市               | 昭島市                              | 昭島市          | 昭島市                                                                                           |
| 田中村 | 田中村                | 田中村                         | 田中村                  | 田中村                | 昭和3年1月1日 昭和村                 | 昭和16年1月1日 町制           | 昭和29年5月1日 昭島市          | 昭和29年5月1日 昭島市               | 昭島市                              | 昭島市          | 昭島市                                                                                           |
| 上川原村 | 上川原村              | 上川原村                       | 上川原村                | 上川原村              | 昭和3年1月1日 昭和村                 | 昭和16年1月1日 町制           | 昭和29年5月1日 昭島市          | 昭和29年5月1日 昭島市               | 昭島市                              | 昭島市          | 昭島市                                                                                           |
| 拝島村 | 拝島村                | 拝島村                         | 拝島村                  | 拝島村                | 拝島村                               | 拝島村                        | 昭和29年5月1日 昭島市          | 昭和29年5月1日 昭島市               | 昭島市                              | 昭島市          | 昭島市                                                                                           |
| 小川村 小川新田 廻り田新田 野中新田与右衛門組 野中新田善左衛門組 鈴木新田 大沼新田                                     | 小平村                | 小平村                         | 小平村                  | 小平村                | 昭和19年2月11日 町制                 | 昭和19年2月11日 町制          | 昭和37年10月1日 市制           | 昭和37年10月1日 市制                | 小平市                              | 小平市          | 小平市                                                                                           |
| 野口村 廻り田村 大岱村 久米川村 南秋津村                                                                               | 東村山村              | 東村山村                       | 東村山村                | 東村山村              | 昭和17年4月1日 町制                  | 昭和17年4月1日 町制           | 昭和39年4月1日 市制            | 昭和39年4月1日 市制                 | 東村山市                            | 東村山市        | 東村山市                                                                                         |
| 谷保村 青柳村 石田村                                                                                                   | 谷保村                | 谷保村                         | 谷保村                  | 谷保村                | 谷保村                               | 谷保村                        | 昭和26年4月1日 町制改称 国立町 | 昭和26年4月1日 町制改称 国立町      | 昭和42年1月1日 市制                 | 国立市          | 国立市                                                                                           |
| 前沢村 柳窪村 下里村 小山村 南沢村 落合村 神山村 柳窪新田 門前村 栗原新田                                              | 久留米村              | 久留米村                       | 久留米村                | 久留米村              | 久留米村                             | 久留米村                      | 昭和31年8月1日 町制            | 昭和31年8月1日 町制                 | 昭和45年10月1日 市制改称 東久留米市 | 東久留米市      | 東久留米市                                                                                       |
| 田無町 | 久留米村              | 久留米村                       | 久留米村                | 久留米村              | 久留米村                             | 久留米村                      | 昭和31年8月1日 町制            | 昭和31年8月1日 町制                 | 昭和45年10月1日 市制改称 東久留米市 | 東久留米市      | 東久留米市                                                                                       |
| 田無町 | 田無町                | 田無町                         | 田無町                  | 田無町                | 田無町                               | 田無町                        | 田無町                         | 昭和42年1月1日 市制                 | 平成13年1月21日 西東京市            | 西東京市        |                                                                                                  |
| 下保谷村 上保谷村 上保谷新田                                                                                           | 埼玉県新座郡 保谷村   | 明治29年3月29日 埼玉県北足立郡 | 明治40年4月1日 北多摩郡 | 保谷村                | 昭和15年11月10日 町制                | 昭和15年11月10日 町制         | 保谷町                         | 保谷町                              | 平成13年1月21日 西東京市            | 西東京市        | 昭和42年1月1日 市制                                                                              |
| 駒井村 和泉村 猪方村 岩戸村 小足立村 覚東村                                                                            | 狛江村                | 狛江村                         | 狛江村                  | 狛江村                | 狛江村                               | 狛江村                        | 昭和27年11月10日 町制          | 昭和27年11月10日 町制               | 昭和45年10月1日 市制                | 狛江市          | 狛江市                                                                                           |
| 清水村 | 清水村                | 清水村                         | 清水村                  | 大正8年11月1日 大和村 | 大和村                               | 大和村                        | 昭和29年5月3日 町制            | 昭和29年5月3日 町制                 | 昭和45年10月1日 市制改称 東大和市   | 東大和市        | 東大和市                                                                                         |
| 狭山村 | 狭山村                | 狭山村                         | 狭山村                  | 大正8年11月1日 大和村 | 大和村                               | 大和村                        | 昭和29年5月3日 町制            | 昭和29年5月3日 町制                 | 昭和45年10月1日 市制改称 東大和市   | 東大和市        | 東大和市                                                                                         |
| 高木村 | 高木村                | 高木村                         | 高木村                  | 大正8年11月1日 大和村 | 大和村                               | 大和村                        | 昭和29年5月3日 町制            | 昭和29年5月3日 町制                 | 昭和45年10月1日 市制改称 東大和市   | 東大和市        | 東大和市                                                                                         |
| 奈良橋村 | 奈良橋村              | 奈良橋村                       | 奈良橋村                | 大正8年11月1日 大和村 | 大和村                               | 大和村                        | 昭和29年5月3日 町制            | 昭和29年5月3日 町制                 | 昭和45年10月1日 市制改称 東大和市   | 東大和市        | 東大和市                                                                                         |
| 蔵敷村 | 蔵敷村                | 蔵敷村                         | 蔵敷村                  | 大正8年11月1日 大和村 | 大和村                               | 大和村                        | 昭和29年5月3日 町制            | 昭和29年5月3日 町制                 | 昭和45年10月1日 市制改称 東大和市   | 東大和市        | 東大和市                                                                                         |
| 芋窪村 | 芋窪村                | 芋窪村                         | 芋窪村                  | 大正8年11月1日 大和村 | 大和村                               | 大和村                        | 昭和29年5月3日 町制            | 昭和29年5月3日 町制                 | 昭和45年10月1日 市制改称 東大和市   | 東大和市        | 東大和市                                                                                         |
| 中藤村 | 芋窪村                | 芋窪村                         | 芋窪村                  | 大正8年11月1日 大和村 | 大和村                               | 大和村                        | 昭和29年5月3日 町制            | 昭和29年5月3日 町制                 | 昭和45年10月1日 市制改称 東大和市   | 東大和市        | 東大和市                                                                                         |
| 中藤村 | 明治41年4月1日 中藤村 | 明治41年4月1日 中藤村          | 大正6年4月1日 村山村    | 村山村                | 村山村                               | 昭和29年11月3日 町制          | 昭和29年11月3日 町制           | 昭和45年11月3日 市制改称 武蔵村山市 | 武蔵村山市                          | 武蔵村山市      |                                                                                                  |
| 横田村 | 明治41年4月1日 中藤村 | 明治41年4月1日 中藤村          | 大正6年4月1日 村山村    | 村山村                | 村山村                               | 昭和29年11月3日 町制          | 昭和29年11月3日 町制           | 昭和45年11月3日 市制改称 武蔵村山市 | 武蔵村山市                          | 武蔵村山市      | 横田村                                                                                           |
| 三ツ木村 | 三ツ木村              | 三ツ木村                       | 三ツ木村                | 村山村                | 村山村                               | 昭和29年11月3日 町制          | 昭和29年11月3日 町制           | 昭和45年11月3日 市制改称 武蔵村山市 | 武蔵村山市                          | 武蔵村山市      |                                                                                                  |
| 岸村 | 岸村                  | 岸村                           | 岸村                    | 村山村                | 村山村                               | 昭和29年11月3日 町制          | 昭和29年11月3日 町制           | 昭和45年11月3日 市制改称 武蔵村山市 | 武蔵村山市                          | 武蔵村山市      |                                                                                                  |
| 中清戸村 上清戸村 下清戸村 清戸下宿村 中里村 野塩村                                                                    | 清瀬村                | 清瀬村                         | 清瀬村                  | 清瀬村                | 清瀬村                               | 清瀬村                        | 昭和29年4月5日 町制            | 昭和29年4月5日 町制                 | 昭和45年10月1日 市制                | 清瀬市          | 清瀬市                                                                                           |
| 新座郡 野火止村（一部）                                                                                                | 清瀬村                | 清瀬村                         | 清瀬村                  | 清瀬村                | 清瀬村                               | 清瀬村                        | 昭和29年4月5日 町制            | 昭和29年4月5日 町制                 | 昭和45年10月1日 市制                | 清瀬市          | 清瀬市                                                                                           |

## 行政
神奈川県北多摩郡長
特記なき場合『神奈川県史 別編1 人物』による。
| 代 | 氏名         | 就任年月日                 | 退任年月日                | 備考         |
| -- | ------------ | -------------------------- | ------------------------- | ------------ |
| 1  | 砂川源右衛門 | 明治11年（1878年）11月18日 | 明治15年（1882年）6月23日 |              |
|    | 渡辺菅吾     |                            |                           |              |
|    | 奥村精一     |                            | 明治26年（1893年）3月31日 | 東京府に移管 |

東京府北多摩郡長
特記なき場合『東京府史 行政篇 第1巻』による。
| 代 | 氏名       | 就任年月日                 | 退任年月日                 | 備考                       |
| -- | ---------- | -------------------------- | -------------------------- | -------------------------- |
| 1  | 奥村精一   | 明治26年（1893年）4月1日   | 明治28年（1895年）8月17日  | 神奈川県北多摩郡長より留任 |
| 2  | 阿利孝太郎 | 明治28年（1895年）8月17日  | 明治29年（1896年）9月23日  |                            |
| 3  | 田辺実明   | 明治29年（1896年）9月23日  | 明治30年（1897年）5月29日  |                            |
| 4  | 向田幸蔵   | 明治30年（1897年）5月29日  | 明治33年（1900年）6月2日   |                            |
| 5  | 藤野了介   | 明治33年（1900年）6月2日   | 明治35年（1902年）12月1日  |                            |
| 6  | 橋口常彦   | 明治35年（1902年）12月1日  | 明治39年（1906年）7月31日  |                            |
| 7  | 鷲見金三郎 | 明治39年（1906年）8月3日   | 明治42年（1909年）12月23日 |                            |
| 8  | 高崎襄     | 明治42年（1909年）12月23日 | 大正4年（1915年）3月1日    |                            |
| 9  | 鈴木種一   | 大正4年（1915年）3月1日    | 大正5年（1916年）10月30日  |                            |
| 10 | 藤江陳太郎 | 大正5年（1916年）10月30日  | 大正8年（1919年）7月21日   |                            |
| 11 | 佐藤久太郎 | 大正8年（1919年）7月21日   | 大正9年（1920年）8月16日   |                            |
| 12 | 宮城栄三郎 | 大正9年（1920年）10月14日  | 大正12年（1923年）6月25日  |                            |
| 13 | 福田正躬   | 大正12年（1923年）6月26日  | 大正15年（1926年）6月30日  | 郡役所廃止により、廃官     |